# Karabin Steyr SSG 69
Scharfschützen Gewehr 69 (SSG 69) – austriacki karabin wyborowy produkowany przez Steyr Mannlicher.
SSG 69 został skonstruowany w austriackim przedsiębiorstwie Steyr-Daimler-Puch pod koniec lat 60 XX wieku. W 1969 został przyjęty do uzbrojenia Bundesheer jako Scharfschützen Gewehr 69 (niem. karabin strzelca wyborowego 69). SSG 69 podobnie jak przyjęty do uzbrojenia w tym samym roku pistolet maszynowy MPi 69 wykonany jest w dużej części z polimerów co było w latach 60 XX w. nowością. Charakterystyczny zielony kolor łoża i kolby spowodował, że SSG 69 jest często określany jako Green Gun.
W następnych latach SSG 69 zdobył opinię jednego z najbardziej precyzyjnych karabinów wyborowych świata. Poza Bundesheer znalazł się na uzbrojeniu m.in. sił zbrojnych Argentyny, Holandii i Peru. Także używany przez wiele policyjnych jednostek specjalnych. W latach 90 XX w. niewielka liczba tych karabinów znalazła się na uzbrojeniu Policji.
Poza wersją kalibru 7,62 x 51 mm NATO produkowany był także w wersji kalibru .243 Winchester.
Produkowany był przez Steyr Mannlicher GmbH & Co. KG w wersjach:
- Steyr SSG 69 P1 – wojskowy karabin wyborowy z celownikiem optycznym i mechanicznymi przyrządami celowniczymi. Kolba i łoże z zielonego polimeru.
- Steyr SSG 69 P2 – policyjny karabin wyborowy bez mechanicznych przyrządów celowniczych. Kolba i łoże z czarnego polimeru. Produkowana była odmiana wersji P2 oznaczona Steyr SSG 69 P2K z lufą skróconą do 508 mm.
- Steyr SSG 69 P4 (inna nazwa SSG SD) – policyjny karabin wyborowy bez mechanicznych przyrządów celowniczych. Lufa przystosowana do montażu tłumika dźwięku. Kolba i łoże z czarnego polimeru.

## Opis
SSG 69 jest bronią powtarzalną, z zamkiem czterotaktowym. Jest wyposażony łoże i kolbę polimerową. Kolba ma regulowaną długość (podkładkami montowanymi pomiędzy kolbą a trzewikiem kolby). Karabin jest zasilany z wymiennego magazynka o pojemności 5 nabojów (magazynek z obrotowym donośnikiem). Możliwe jest także stosowanie magazynków pudełkowych o pojemności 10 nabojów (obecnie magazynki pudełkowe nie są już produkowane). SSG 69 jest wyposażony w celownik optyczny Kahles ZF 69 (6x42), może być także wyposażona w noktowizor pasywny montowany zamiast celownika optycznego.